# Torneo de las Américas 1993
Das Torneo de las Américas 1993 (englisch The 1993 Tournament of the Americas) ist die sechste Auflage der Basketball-Amerikameisterschaft und fand vom 28. August bis 5. September 1993 in der puerto-ricanischen Hauptstadt San Juan statt. Bei dem Turnier ging es um die Qualifikation für die Basketball-Weltmeisterschaft 1994. Im Nachhinein wurde das Turnier in die Reihe der Amerikameisterschaften aufgenommen und zählte als Kontinentalmeisterschaft für nationale Auswahlmannschaften der Herren des Kontinentalverbands FIBA Amerika. Von den zehn teilnehmenden Mannschaften qualifizierten sich die vier Teilnehmer des Halbfinales direkt für die Weltmeisterschaften. Da die Vereinigten Staaten als Olympiasieger bereits für die Weltmeisterschaften qualifiziert waren, hätte noch eine weitere Mannschaft die Möglichkeit zur Qualifikation, sofern die Vereinigten Staaten das Halbfinale erreichten. In diesem Fall entschied in der Platzierungsrunde das Spiel um Platz 5 über den letzten Startplatz für die Weltmeisterschaft.

## Teilnehmer
Regionale Qualifikation nach den Subzonen des Kontinentalverbands. Neben den beiden Nationalmannschaften der nordamerikanischen Subzone nahmen die vier Halbfinalisten der zentral- und südamerikanischen Meisterschaften teil, zu denen auch der Gastgeber Puerto Rico als Sieger der Centrobasket 1993 gehörte.

### Nordamerika
- Kanada
- Vereinigte Staaten

### Zentralamerika und Karibik
- Puerto Rico (Gastgeber und Sieger Centrobasket 1993)
- Kuba (Finalist Centrobasket 1993)
- Panama (Bronzemedaille Centrobasket 1993)
- Dominikanische Republik (Halbfinalist Centrobasket 1993)

### Südamerika
- Brasilien (Sieger Campeonato Sudamericano 1993)
- Argentinien (Finalist Campeonato Sudamericano 1993)
- Venezuela (Bronzemedaille Campeonato Sudamericano 1993)
- Uruguay (Vierter Campeonato Sudamericano 1993)

## Modus
Beim Turnier wurde eine Vorrunde in zwei Gruppen zu je fünf Mannschaften als Rundenturnier ausgetragen. Die beiden am schlechtesten platzierten Mannschaften der Vorrunde schieden anschließend aus dem Turnier aus, während die anderen Mannschaften im K.-o.-System weiterspielten. Die Paarungen des Viertelfinales wurden über Kreuz durch die Platzierungen der Vorrunde bestimmt. Während die vier Gewinner des Viertelfinales direkt für die Weltmeisterschaften qualifiziert waren und die Medaillen untereinander ausspielten, spielten die Verlierer der Viertelfinalspiele einen fünften Teilnehmer der Weltmeisterschaft aus, sofern die Vereinigten Staaten das Halbfinale der Medaillenrunde erreichten. In diesem Fall erhielt der Gewinner der Platzierungsrunde einen weiteren Startplatz bei der Weltmeisterschaft 1994.

## Vorrunde
Die Spiele der Vorrunde fand zwischen dem 28. August und dem 1. September 1993 statt.

### Gruppe A
| Nation                     | Sp | S | N | P+  | P-  |        | Brasilien | Vereinigte Staaten | Panama | Venezuela 1954 | Dominikanische Republik |
| -------------------------- | -- | - | - | --- | --- | ------ | --------- | ------------------ | ------ | -------------- | ----------------------- |
| 1. Brasilien               | 4  | 3 | 1 | 354 | 344 |        | 101:91    | 86:75              | 83:98  | 84:80          |                         |
| 2. Vereinigte Staaten      | 4  | 3 | 1 | 391 | 384 | 91:101 |           | 101:99             | 97:85  | 102:99         |                         |
| 3. Panama                  | 4  | 2 | 2 | 343 | 346 | 75:86  | 99:101    |                    | 80:76  | 89:83          |                         |
| 4. Venezuela               | 4  | 2 | 2 | 344 | 338 | 98:83  | 85:97     | 76:80              |        | 85:78          |                         |
| 5. Dominikanische Republik | 4  | 0 | 4 | 340 | 360 | 80:84  | 99:102    | 83:89              | 78:85  |                |                         |

### Gruppe B
| Nation         | Sp | S | N | P+  | P-  |       | Argentinien | Puerto Rico | Kanada | Kuba   | Uruguay |
| -------------- | -- | - | - | --- | --- | ----- | ----------- | ----------- | ------ | ------ | ------- |
| 1. Argentinien | 4  | 3 | 1 | 351 | 335 |       | 72:78       | 93:83       | 92:84  | 94:90  |         |
| 2. Puerto Rico | 4  | 3 | 1 | 392 | 292 | 78:72 |             | 76:79       | 110:79 | 128:62 |         |
| 3. Kanada      | 4  | 3 | 1 | 355 | 345 | 83:93 | 79:76       |             | 91:90  | 102:86 |         |
| 4. Kuba        | 4  | 1 | 3 | 343 | 369 | 84:92 | 79:110      | 90:91       |        | 90:76  |         |
| 5. Uruguay     | 4  | 0 | 4 | 314 | 414 | 90:94 | 62:128      | 86:102      | 76:90  |        |         |

## Finalrunde
Die Spiele der Finalrunde wurden im K.-o.-System ausgetragen. Die Gewinner der Spiele im Viertelfinale waren direkt für die Weltmeisterschaften qualifiziert und spielten anschließend die Medaillen aus. Die Verlierer der Spiele im Viertelfinale spielten in einer Platzierungsrunde um die weiteren Platzierungen. Bei Erreichen der Medaillenrunde durch die Mannschaft der Vereinigten Staaten erhielt der Gewinner der Platzierungsrunde als Fünfter des Turniers einen weiteren Startplatz bei der Weltmeisterschaft.

### Medaillenrunde
|  | Viertelfinale 3. September | Viertelfinale 3. September | Viertelfinale 3. September |  |  | Halbfinale 4. September | Halbfinale 4. September | Halbfinale 4. September |  |  | Finale 5. September | Finale 5. September | Finale 5. September |
|  |                            |                            |                            |  |  |                         |                         |                         |  |  |                     |                     |                     |
|  | A1                         | Brasilien                  | 99                         |  |  |                         |                         |                         |  |  |                     |                     |                     |
|  | B4                         | Kuba                       | 88                         |  |  |                         |                         |                         |  |  |                     |                     |                     |
|  |                            |                            |                            |  |  | A1                      | Brasilien               | 97                      |  |  |                     |                     |                     |
|  |                            |                            |                            |  |  | B2                      | Puerto Rico             | 111                     |  |  |                     |                     |                     |
|  | A3                         | Panama                     | 73                         |  |  |                         |                         |                         |  |  |                     |                     |                     |
|  | B2                         | Puerto Rico                | 90                         |  |  |                         |                         |                         |  |  |                     |                     |                     |
|  |                            |                            |                            |  |  |                         |                         |                         |  |  | B2                  | Puerto Rico         | 95                  |
|  |                            |                            |                            |  |  |                         |                         |                         |  |  | A2                  | Vereinigte Staaten  | 109                 |
|  | A2                         | Vereinigte Staaten         | 87                         |  |  |                         |                         |                         |  |  |                     |                     |                     |
|  | B3                         | Kanada                     | 73                         |  |  |                         |                         |                         |  |  |                     |                     |                     |
|  |                            |                            |                            |  |  | A2                      | Vereinigte Staaten      | 123                     |  |  |                     |                     |                     |
|  |                            |                            |                            |  |  | B1                      | Argentinien             | 107                     |  |  | Spiel um Platz 3    | Spiel um Platz 3    | Spiel um Platz 3    |
|  | A4                         | Venezuela                  | 82                         |  |  |                         |                         |                         |  |  | A1                  | Brasilien           | 91                  |
|  | B1                         | Argentinien                | 93                         |  |  |                         |                         |                         |  |  | B1                  | Argentinien         | 98                  |

### Platzierungsrunde
|  | Halbfinale 4. September | Halbfinale 4. September | Halbfinale 4. September |    |      | Spiel um Platz 5 5. September | Spiel um Platz 5 5. September | Spiel um Platz 5 5. September |
|  |                         |                         |                         |    |      |                               |                               |                               |
|  |                         |                         |                         |    |      |                               |                               |                               |
|  | B4                      | Kuba                    | 96                      |    |      |                               |                               |                               |
|  | A3                      | Panama                  | 83                      |    |      |                               |                               |                               |
|  |                         |                         |                         | B4 | Kuba | 103                           |                               |                               |
|  |                         |                         |                         |    | A4   | Venezuela                     | 98                            |                               |
|  | B3                      | Kanada                  | 86                      |    |      |                               |                               |                               |
|  | A4                      | Venezuela               | 94                      |    |      | Spiel um Platz 7              | Spiel um Platz 7              | Spiel um Platz 7              |
|  |                         |                         |                         |    |      | A3                            | Panama                        | 90                            |
|  | B3                      | Kanada                  | 96                      |    |      |                               |                               |                               |
|  |                         |                         |                         |    |      |                               |                               |                               |